# Inconsistent Frames
Inconsistent Frames je třetí studiové album skupiny Notes From Prague. Deska vyšla 7 let od vydání předchozího alba Same Place. Na této nahrávce se skupina výrazně posunula k žánru alternativního hip hopu. Zároveň jde o první studiovou nahrávku této skupiny s kompletně živým obsazením a vokalistkou. 

## Vznik alba
Po desce Same Place se skupina rozšířila o bubeníka, kytaristu, baskytaristu a později zpěvačku. Kvůli časové vytíženosti Davida Chvátala se většina produkce přesunula na jeho bratra Michala. Během následujících tří let se ve skupině vystřídalo několik členů, mezi nimi i vokalistka Noemi. Ta se podílela společně s Antwim na textech a nahrála některé nové skladby. Původní verze dvou z nich, Chasing Space a Still On, se na albu objevily jako bonusové tracky. Roku 2009 Noemi NFP opouští a sestava se opět mění, což zpomaluje produkční proces a nahrávání alba. Po stabilizaci nahrálo uskupení mezi lety 2010–2011 skladby na finální verzi desky. Vedle Michala Chvátala a DJ Negativa se na produkci podílel i kytarista Lukáš Bartoš. 

### Zvuk
Oproti předešlým albům se výrazně změnil zvuk skupiny, která přešla k alternativnímu hip hopu s obsazením živých nástrojů.
V některých skladbách se objevují i prvky rapcore. Na desce se podílejí také saxofonista Matouš Kobylka a violoncellistka Terezie Kovalová. Všechny skladby jsou založeny na mixu elektronických podkladů s akustickým základem. Na rozdíl od předešlé desky zde nefigurují žádní hostující interpreti.

### Název a obsah
Inconsistent Frames se dá volně přeložit jako "rozpadající se rámce". Název i textový obsah skladeb odkazuje na nestabilní situaci a vztahy uvnitř skupiny NFP. Témata se dotýkají také nesnází v hudebním průmyslu a životních změn členů od dob vydání desky Same Place.

## Seznam skladeb (CD)
1. Intro
2. Lock It
3. Anxious Player
4. Balancing Options
5. Can't Believe It
6. Kick That
7. React
8. Run
9. What!
10. Fragments
11. Suspicious Circumstances
12. Real Vision
13. Lines
14. Still On & Chasing Space

## Zajímavosti
Křest alba se uskutečnil 4. listopadu 2011 v experimentálním prostoru galerie Trafačka ve Vysočanech. Kmotry desky byli zpěvačka skupiny Toxique Klára Vytisková a rapper Ektor. Produkce musela být předčasně ukončena z důvodu zásahu policie kvůli rušení nočního klidu. 